# Monte Bjaaland
Il Monte Bjaaland (in lingua inglese: Mount Bjaaland) è un picco roccioso antartico alto 2.675 m, che rappresenta la vetta più meridionale di un massiccio montuoso situato alla testa del Ghiacciaio Amundsen, nei Monti della Regina Maud, in Antartide. 
Nel novembre 1911, un certo numero di vette montuose in quest'area fu osservato e grossolanamente mappato dal gruppo sud della spedizione antartica dell'esploratore polare norvegese Roald Amundsen. Amundsen denominò uno di questi picchi in onore di Olav Bjaaland (1873-1961), membro del gruppo. Il picco descritto fu successivamente mappato dall'United States Geological Survey (USGS) sulla base di ispezioni in loco e foto aeree scattate dalla U.S. Navy nel periodo 1960-64.
Per continuità storica e per commemorare l'esplorazione norvegese in quest'area, l'Advisory Committee on Antarctic Names (US-ACAN) ha deciso di denominare questa elevazione montuosa come Mount Bjaaland. Anche altre vette del massiccio sono state denominate in onore dei membri del gruppo sud della spedizione di Amundsen.